# Atzenbrugg
Atzenbrugg osztrák mezőváros Alsó-Ausztria Tullni járásában. 2022 januárjában 3194 lakosa volt. 

## Elhelyezkedése

Atzenbrugg a Tullni járásban

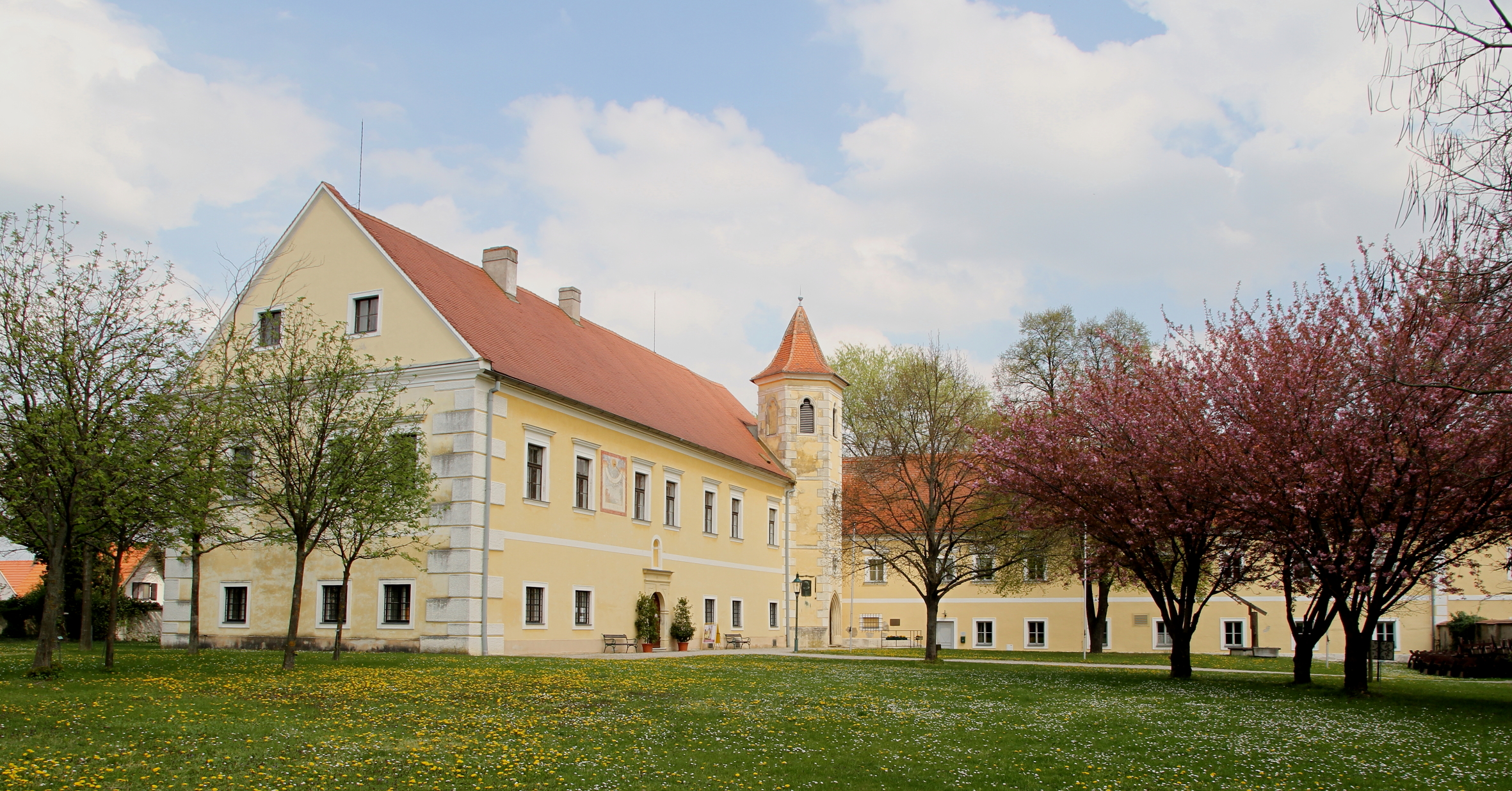
Az atzenbruggi kastély

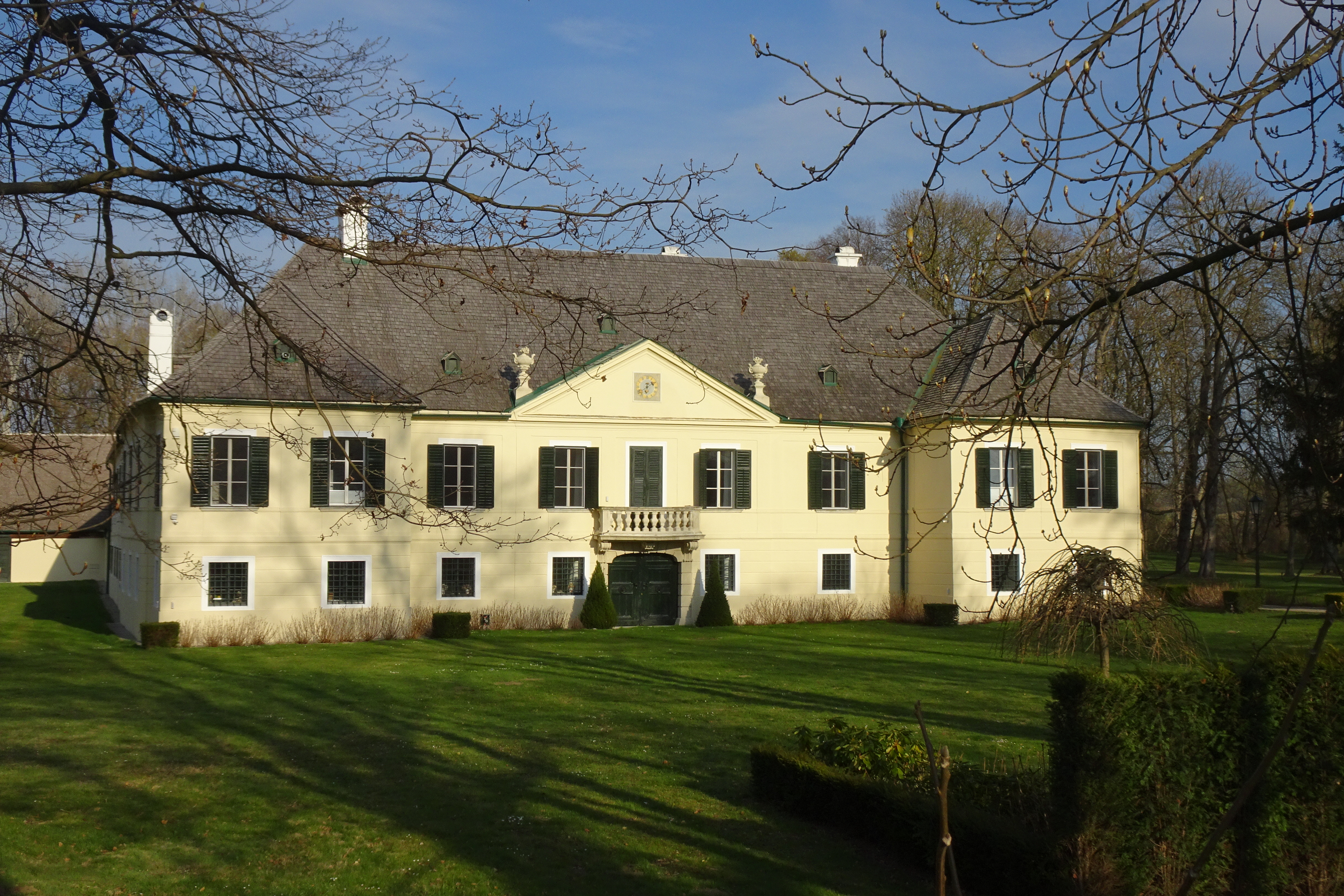
Az aumühlei kastély

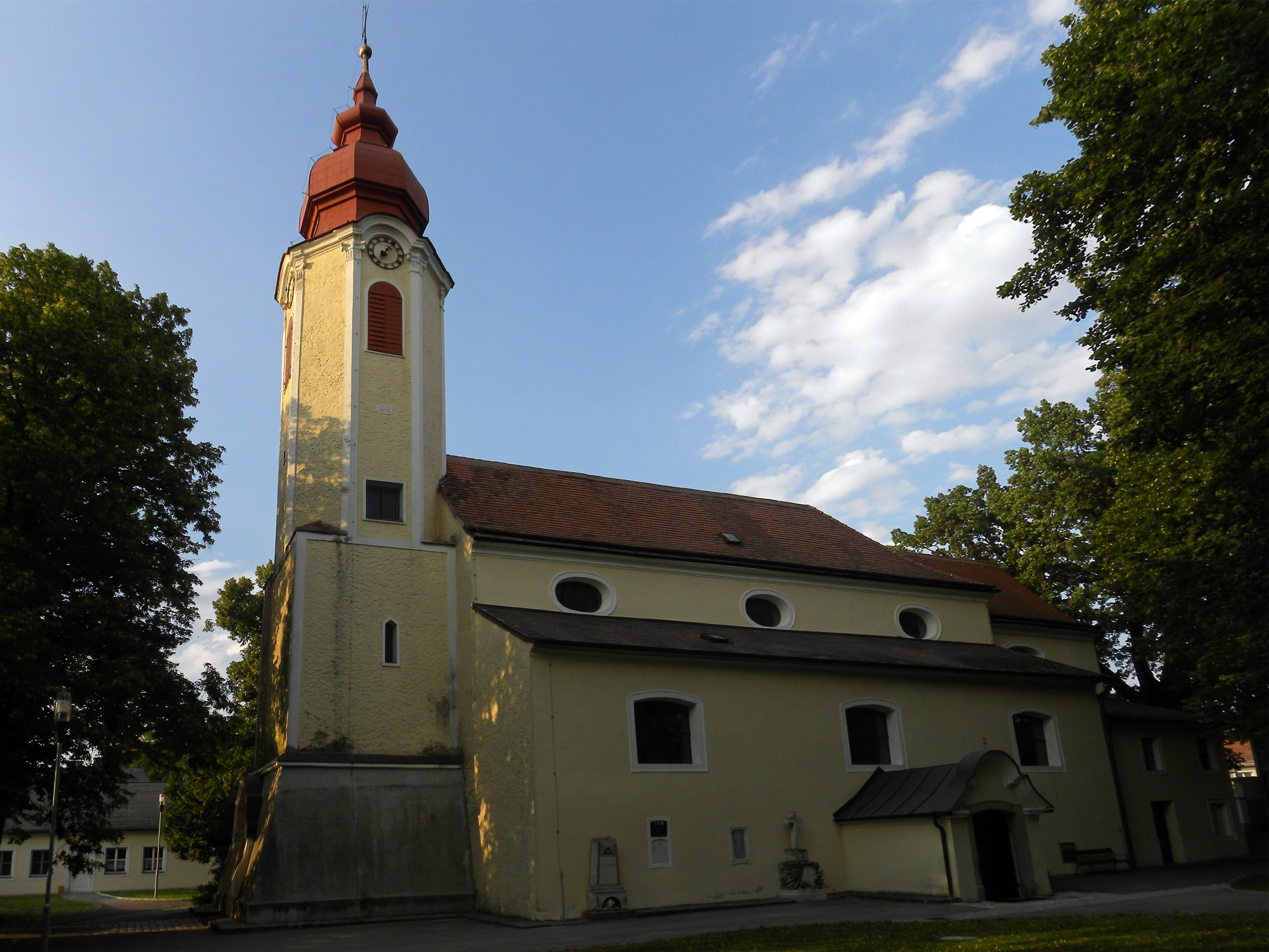
A Szt. Fülöp és Jakab-plébániatemplom

Atzenbrugg a tartomány Mostviertel régiójában fekszik a Tullni-medencében, a Perschling (a Duna jobb mellékfolyója) mentén. Területének 5,2%-a erdő, 73,3% áll mezőgazdasági művelés alatt. Az önkormányzat 9 települést egyesít: Atzenbrugg (714 lakos 2022-ben), Ebersdorf (64), Heiligeneich (1226), Hütteldorf (115), Moosbierbaum (288), Tautendorf (78), Trasdorf (610), Watzendorf (48) és Weinzierl (51).
A környező önkormányzatok: nyugatra Sitzenberg-Reidling, északra Zwentendorf an der Donau, keletre Michelhausen, délre Würmla, délnyugatra Perschling.

## Története
A település a nevét a Kuenring-nemzetséghez tartozó Azzo után kapta, aki a 12. században itt építette az első hidat a Perschlingen. A család itteni mellékága, az Atzenbruggok 1379-ben eladták a várat és a birtokot a klosterneuburgi apátságnak.
A Bécs második török ostromakor megrongálódott várat kastéllyá építették át, melyben az 1820-as években Franz Schubert, baráti körével együtt, gyakran töltötte idejét. A második világháború során Moosbierbaumban működött egy olajfinomító vegyi üzem, ahol kényszermunkásokat is dolgoztattak. 
Atzenbruggot 1954-ben mezővárosi rangra emelték. A szovjet megszállás alatt romossá vált kastélyt az önkormányzat szerezte meg 1977-ben és miután felújították, Schubert-múzeumot rendeztek be benne.

## Lakosság
Az atzenbruggi önkormányzat területén 2022 januárjában 3194 fő élt. A lakosságszám 1981 óta gyarapodó tendenciát mutat. 2020-ban az ittlakók 90,1%-a volt osztrák állampolgár; a külföldiek közül 1.4% a régi (2004 előtti), 5,8% az új EU-tagállamokból érkezett. 2,3% az egykori Jugoszlávia (Szlovénia és Horvátország nélkül) vagy Törökország, 0,5% egyéb országok polgára volt. 2001-ben a lakosok 88,5%-a római katolikusnak, 1,6% evangélikusnak, 3,1% mohamedánnak, 5% pedig felekezeten kívülinek vallotta magát. Ugyanekkor 22 magyar élt a mezővárosban; a legnagyobb nemzetiségi csoportokat a németek (92,6%) mellett a horvátok (3%) és a szerbek (1,2%) alkották.
A népesség változása:

| 2016 | 2 813 |
| 2018 | 2 948 |

## Látnivalók
- az atzenbruggi kastély, ma Schubert-múzeum
- az aumühlei kastély
- a heiligenechi Szt. Fülöp és Jakab-plébániatemplom

## Fordítás
- Ez a szócikk részben vagy egészben  az   Atzenbrugg című német Wikipédia-szócikk ezen változatának fordításán alapul.  Az eredeti cikk szerkesztőit annak laptörténete sorolja fel. Ez a jelzés csupán a megfogalmazás eredetét és a szerzői jogokat jelzi, nem szolgál a cikkben szereplő információk forrásmegjelöléseként.